# Käthi Bangerter

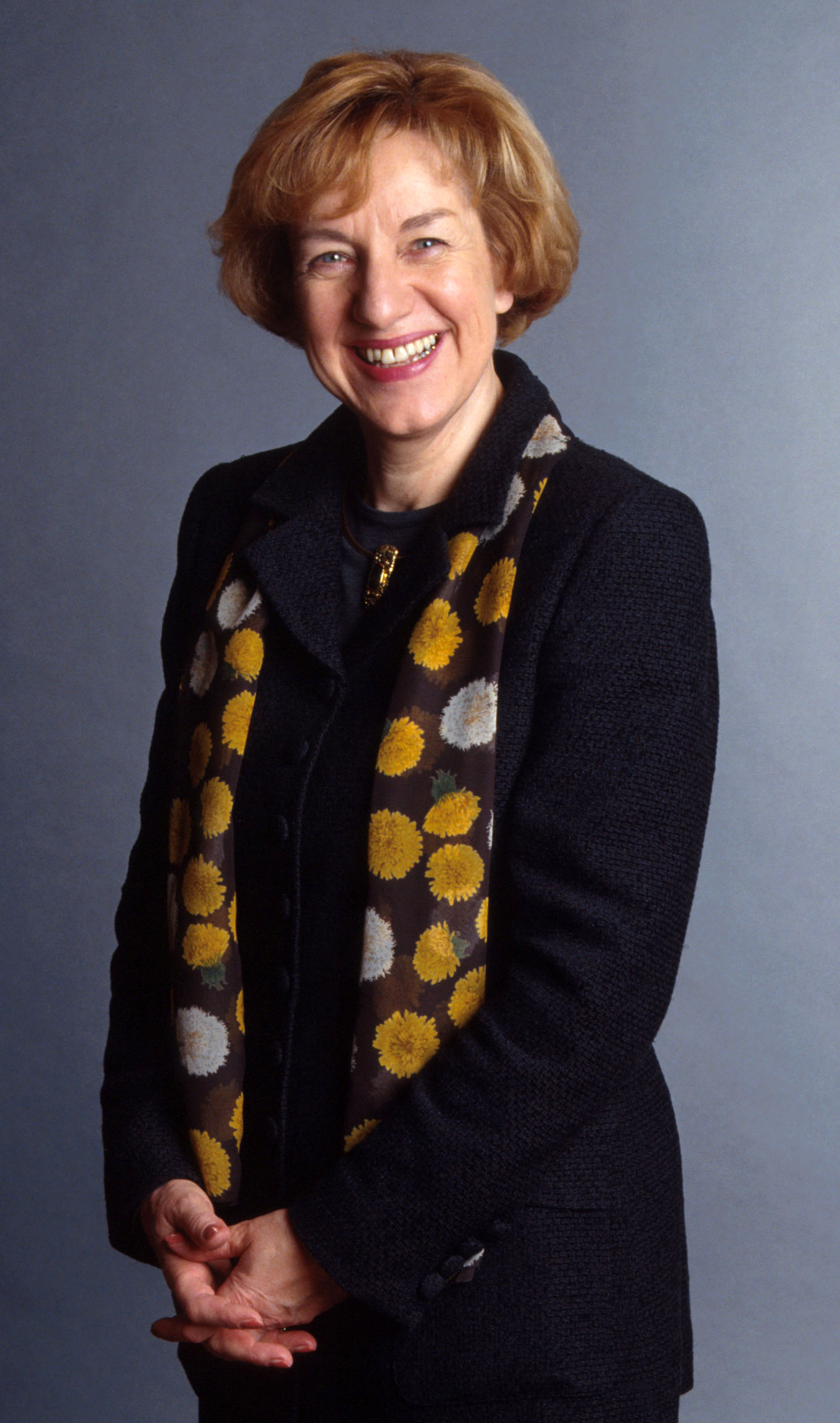
Käthi Bangerter

Käthi Bangerter (* 13. Juli 1937 in Aarberg) ist eine Schweizer Politikerin, Unternehmerin und Finanzexpertin. Sie war von 1995 bis 2003 Nationalrätin der FDP des Kantons Bern.

## Biografie
Bangerter, geborene Schober, startete ihre berufliche Laufbahn als Primarlehrerin. 1969 gegründet sie dann gemeinsam mit ihrem Mann Hein in Aarberg die Firma Bangerter Microtechnik AG. Sie hat drei Söhne, welche die Firma übernahmen.

## Politik
Bangerter wurde 1988 für die Gemeinde Aarberg in den Gemeinderat gewählt. Danach folgte 1990 die Wahl in den Grossen Rat. Dieses Amt hielt sie bis 1995 inne. 1995 wurde Bangerter mit 28'300 Stimmen in den Nationalrat gewählt. Sie war Mitglied in der Finanzkommission und der Kommission für Wissenschaft, Bildung und Kultur.
1997 wurde sie in den Bankrat der Schweizerischen Nationalbank (SNB) gewählt.